# Kitabkhana

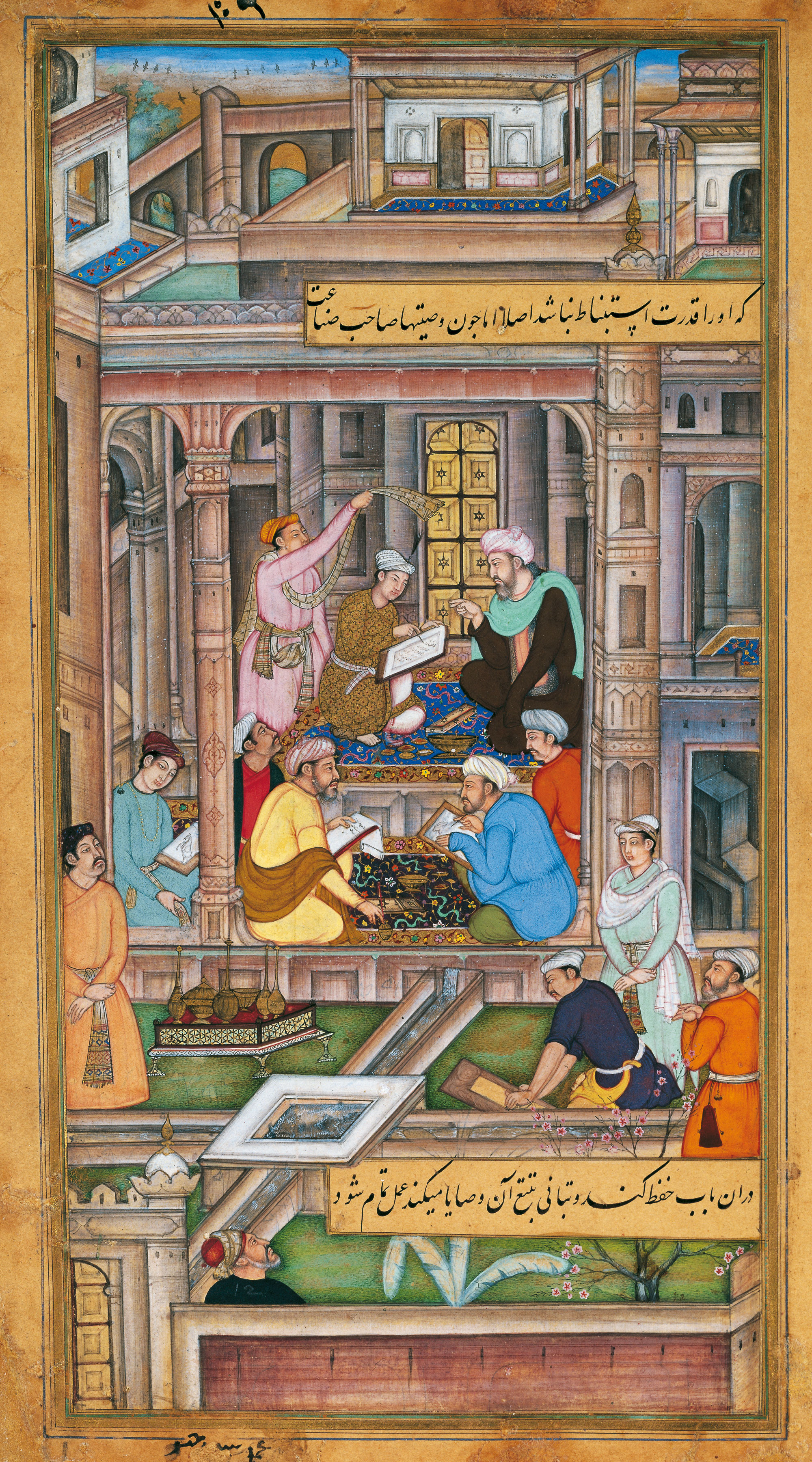

Kitabkhana était un atelier-entrepôt royal pour la production de livres dans le monde islamique médiévale. Ils étaient prévalents dans toutes les grandes dynasties, telle que les Safavides, les Moghols, ou encore les Ottomans.
Un grand nombre d’artisans spécialisés y travaillaient dont des papetiers, des dessinateurs, des peintres, des calligraphes. Les ateliers étaient gérés comme une entreprise au service de la famille royale. Les artisans- artistes étaient considéré comme des employés et signaient rarement leurs œuvres.